# Radó Vilmos (színművész)
Radó Vilmos (született Rosenberg) (Sümeg, 1913. november 30. – Kecskemét, 2001. április 7.) magyar színész, rendező, színházigazgató, érdemes művész, a Kecskeméti Katona József Nemzeti Színház örökös tagja.

## Élete
Színészcsalád sarja. 1930-ban indult színészi pályája, édesapja, Radó Béla társulatában játszott, később elszerződött Debrecenbe. Színészi oklevelét 1931-ben nyerte el, 1945-ben pedig megszerezte a rendezői diplomát. Sógora magántársulatának vezetését 1948-ban vette át és az államosítás idejéig igazgatta. 1949-ben gazdasági igazgató lett a kecskeméti Katona József Színháznál, később művészeti, majd szervezőtitkári tisztet töltött be ugyanott. 1958-tól nyugállományba vonulásáig, 1974 januárjáig állt a színház élén. Igazgatói működésének 16 éve alatt több ősbemutató kapott helyet a színházban. Számos színész kezdte pályafutását nála, akik később rendre neves színművészekké váltak. A tiszteletére tartotta meg a kecskeméti színház 1992. március 16-án a Volt egyszer egy színidirektor című gálaestet, melynek alkalmával a magyar színészek zöme fellépett.
Unokahúga: Radó Denise színésznő, rendező. Felesége Mojzes Mária színésznő volt. Sógora volt Károlyi János színész, színigazgató.

## Díjai, elismerései
- Kecskeméti Katona József Színház Örökös tagja és örökös színidirektora (1984)
- Érdemes Művész (1984)
- Kecskemét Város Díszpolgára (1993)
- Magyar Köztársaság Érdemrend Kiskeresztje (polgári tagozat, 1994)